# مارغريت زويلزر
مارغريت هيدويغ زويلزر (بالألمانية: Margarete Hedwig Zuelzer) ( فبراير/شباط 1877 – 29 أغسطس/آب 1943) عالمة أحياء ألمانية وعالمة حيوان مُتخصِّصَة في دراسة الحيوانات الأولية (الأوليات).

## السيرة الذاتية
مارغريت زويلزر ابنة صاحب معمل المنسوجات اليهودي يوليوس زويلزر Julius Zuelzer (1838-1889) وهنرييت ني فريدلايند Henriette née Friedlaender (1852-1931). دَرَسَتْ العلوم الطبيعية في جامعة هومبولت في برلين وجامعة هايدلبرغ. كانت من بين الجيل الأول من النساء اللواتي التحقنَ رسميًا بالجامعة في ألمانيا. كانت دراسة العلوم على وجهِ الخصوص مُستغرَبةً بالنسبة إلى امرأة في ذلك الوقت لدرجة أنّ زويلزر كان يجب عليها أن تحصل على تصريحٍ خاصٍ من كلّ أساتذتها في الكلية لحضور محاضراتهم. حصلت على شهادة الدكتوراه في عام 1904 وكانت أطروحتها عن جنس الدفلوجيا إبريقية الشكل Difflugia urceolata Carter، وهو من الأوليات، الأمر الذي جعلها المرأة السابعة والثلاثين التي حصلت على الدكتوراه من جامعة هايدلبرغ والسادسة التي حصلت على شهادة من كلية العلوم الطبيعية.
في عام 1907، أصبحت مساعدةً في مركز معالجة المياه في برلين. وفي عام 1916، شغلت منصبًا في وزارة الصحة الإمبراطورية (بالألمانية: Kaiserliches Gesundheitsamt)، فيما بعد أصبحت تُعرَف باسم وزارة الصحة الألمانية (بالألمانية: Reichsgesundheitsamt). وبعد عام 1919، ترأست مختبر الأوالي في دالم-برلين، وكانت دائمًا واحدة من النساء القلائل في المجلس الاستشاري وأحيانًا الوحيدة.
دعتها الحكومة الهولندية بين عامي 1926 و1929 لإجراء دراسة بحثية عن ’’داء فايل أو داء البريميات: يَرَقانُ البَرِيمِيَّاتWeil's disease ‘‘ في الهند الشرقية الهولندية وتحديدًا في بالي وسومطرة وجاوة.  تعرفت هناك على عالم الأحياء الألماني الهولندي فيلهلم شوفنر وأصبحت صديقته.
فقدت منصبها في مختبر الأوالي في أبريل/نيسان 1933 بسبب قانون استعادة الخدمة المدنية المهنية، والذي سمح بفصل الموظفين الألمان المدنيين عن ’’الجنس غير الآري‘‘. كتبت زويلزر نداءً يوضح دعم أسلافها للقومية الألمانية، لكن هذا لم يُحدِث فرقًا. وفي أكتوبر 1939، هاجرت زويلزر إلى هولندا، حيث حصلت على منصب في معهد الصحة المدارية، الذي كان يقوده فيلهلم شوفنر.
في سبتمبر/أيلول 1942، قُبِضَ على شقيقتها الرسامة الشهيرة جيرترود زويلزر، وأُرسِلَت إلى معسكر تريزنشتات بعد محاولتها الفاشلة للفرار من ألمانيا إلى سويسرا. أرسلت مارغريت لجيرترود طردًا من الملابس والأقلام الملونة حيث رسمت جيرترود لوحاتٍ فنّيةً لسجناء آخرين في مقابل الحصول على الطعام. تنسبُ جيرترود الفضل لطرود أختها مارغريت بالقدرة على النجاة.
في أبريل 1943، أُجبرت مارغريت زويلزر على الانتقال إلى حي الغيتو اليهودي في أمستردام. وفي 21 مايو/أيار، أُرسِلَت إلى معسكر ويستربورك للعبور. رغم محاولة صديقتها وزميلها فيلهلم شوفنر عبثًا الحصول على منصب خاص بها قبل ترحيلها. ماتت جوعًا في معسكر ويستربورك للعبور في 23 أغسطس 1943، بعمرٍ يناهز 66 عام.
في عام 2012، وُضِعَتStolperstein (حجر عثرة) لتخليد ذكراها في شارع Eichkampstrasse 108 في برلين، آخر مكان إقامةٍ لها في المدينة.

## بيليوجرافيا
- بلوخ، ماكس. ’’جيرترود ومارغريت زويلزر، أختان في الهولوكوست.‘‘ أشكناز، المجلد 24 (2014)، العدد 1، الصفحات 195-214.
- بوغدانوف، فرانسيسكا. ’’الحياة سوف تبدو مختلفة بعد هذا الوقت من الإرهاب. ملكية جيرترود ومارغريت زويلزر في المتحف اليهودي في برلين. المجلد 13 (2015)، الصفحات 40-41.

## معرض صور

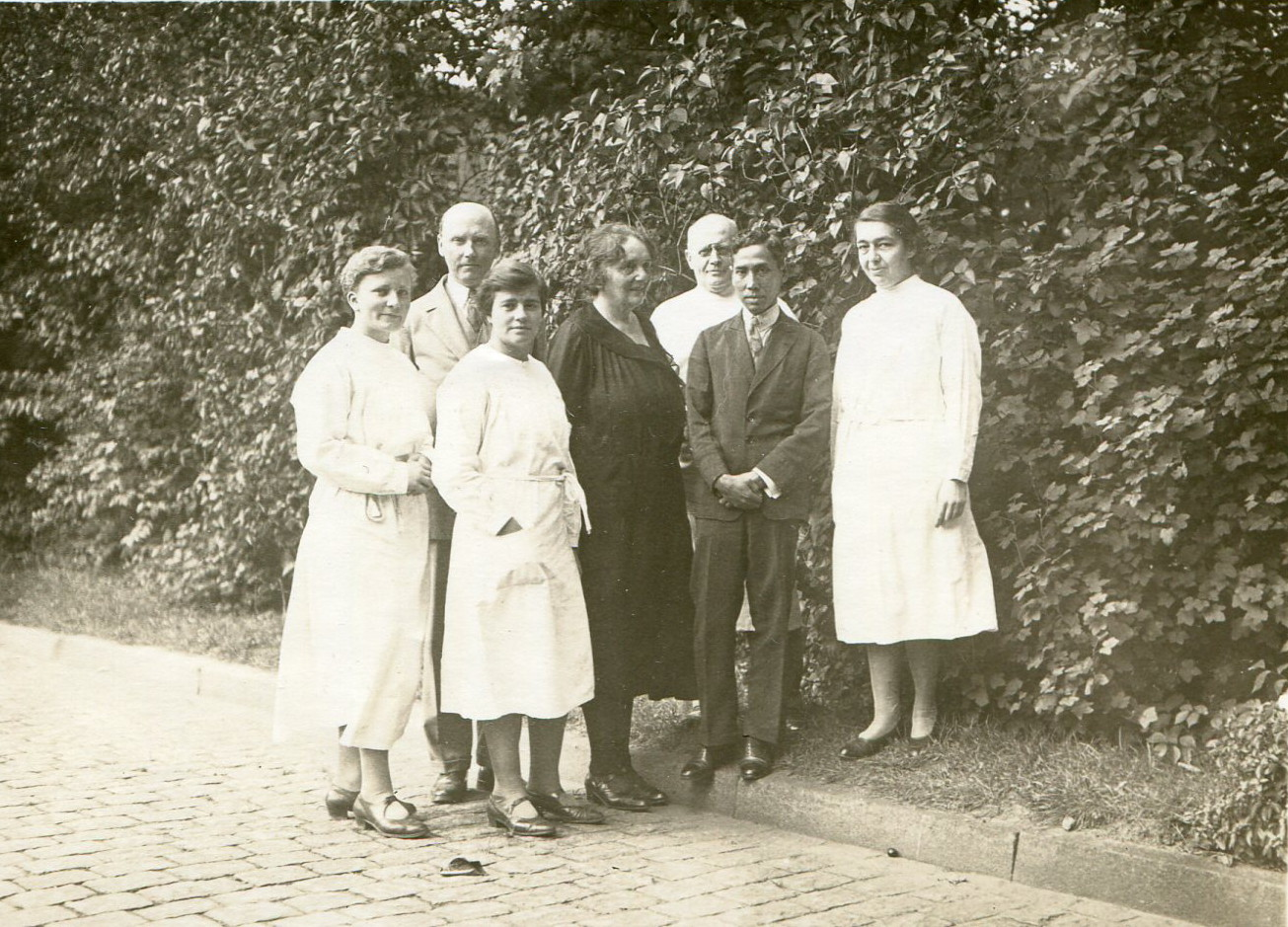
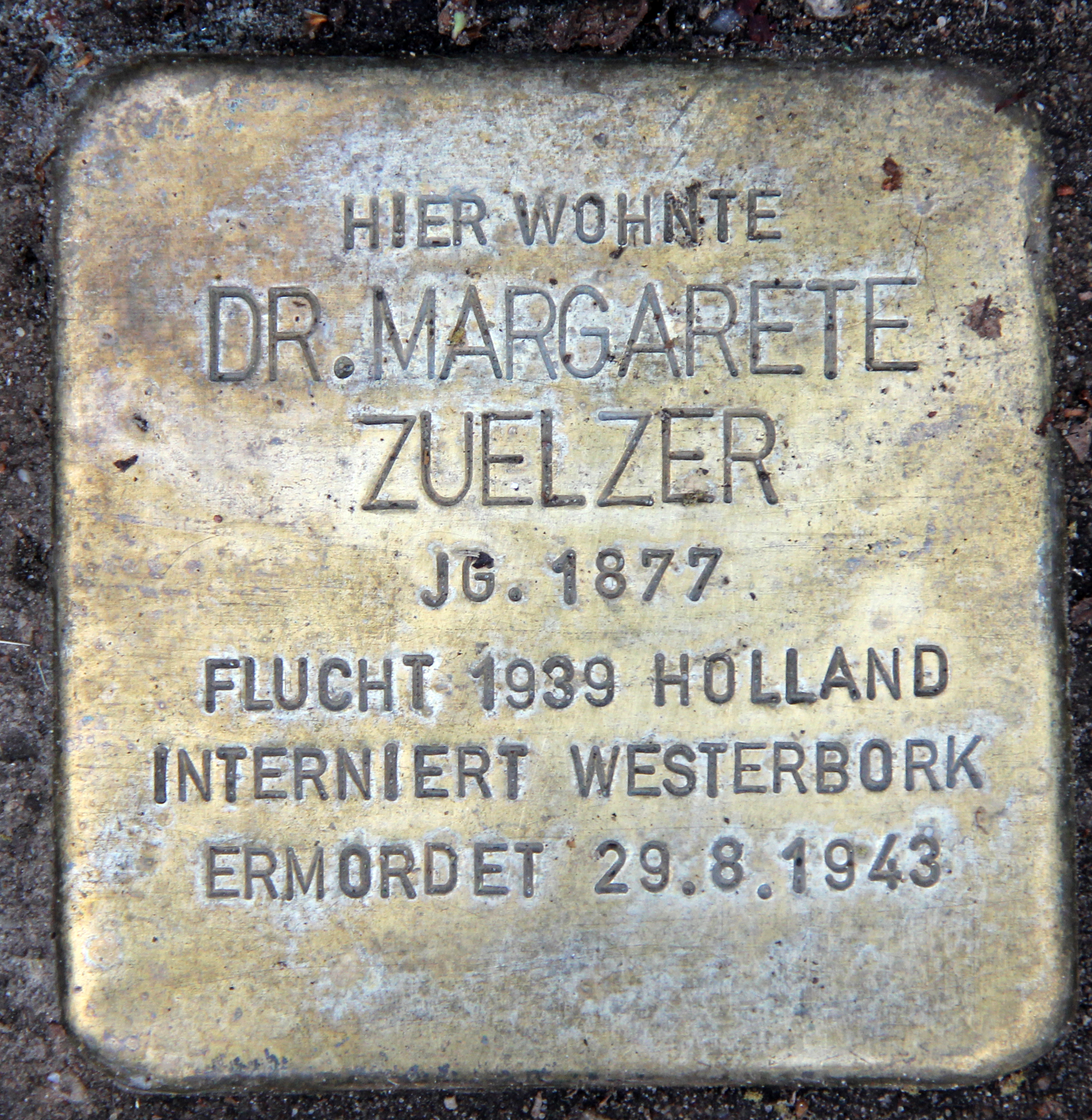
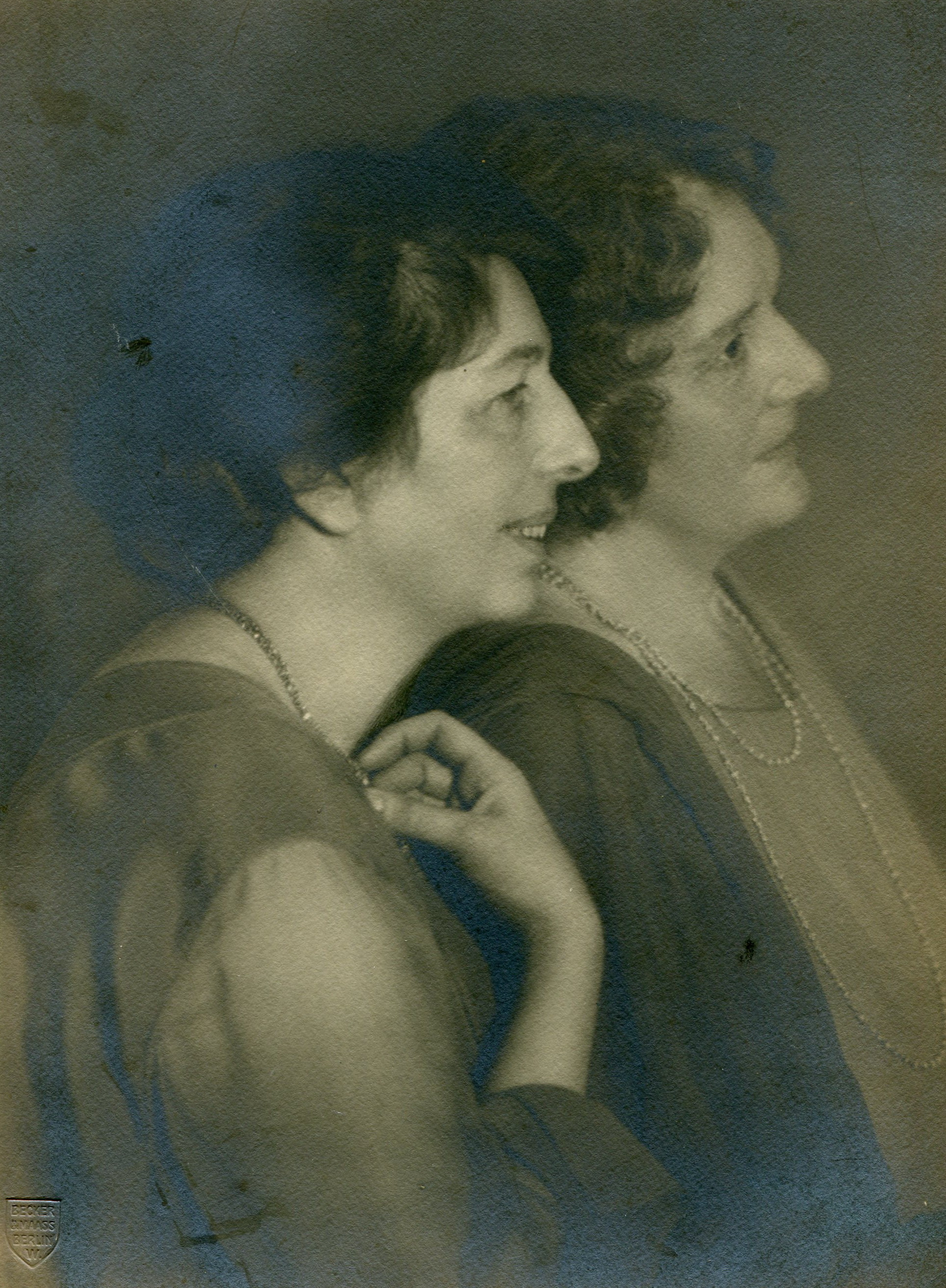